# Лоїк Него
Лоїк Него (угор. Loïc Nego, нар. 15 січня 1991, Париж) — французький і угорський футболіст, фланговий захисник клубу «Гавр» і національної збірної Угорщини.

## Клубна кар'єра
Народився 15 січня 1991 року в Парижі. Вихованець академії «Нанта». У дорослому футболі дебютував 2010 року виступами за його основну команду, у складі якого протягом двох років взяв участь у 13 матчах чемпіонату.
Влітку 2011 року уклав п'ятирічний контракт з італійською «Ромою», у структурі якої наступні півтора роки відіграв за молодіжну команду, після чого був відданий в оренду до льєзького «Стандарда», де за півроку лише двічі виходив на поле.
Другу половину 2013 року провів в угорському «Уйпешті», де також виходив на поле епізодами, після чого у січні 2014 року уклав контракт на 3,5 роки із «Чарльтон Атлетиком». Провівши лише одну гру у Чемпіоншипі за нову команду, знову повернувся до «Уйпешта», цього разу на правах оренди.
31 серпня 2015 року уклав повноцінний контракт з іншою угорською командою, «Відеотоном». 2018 року команда змінила назву на «МОЛ Віді», а ще за рік — на «Фегервар».

## Виступи за збірні
2006 року дебютував у складі юнацької збірної Франції (U-16), загалом на юнацькому рівні взяв участь у 59 іграх, відзначившись одним забитим голом. У складі збірної Франції (U-19) 2010 року став чемпіоном Європи серед 19-річних.
Не маючи перспектив виклику до національної збірної Франції, на початку 2019 року досвідчений гравець, значна частина кар'єри якого пройшла в Угорщині, отримав громадянство цієї країни. У жовтні 2020 року дебютував в офіційних матчах у складі національної збірної Угорщини, а наступного року був включений до її заявки на фінальну частину чемпіонату Європи 2020.
| Дата       | Місто            | Господарі  | Результат | Гості     | Турнір                               | Голи | Примітки |
| ---------- | ---------------- | ---------- | --------- | --------- | ------------------------------------ | ---- | -------- |
| 8-10-2020  | Софія            | Болгарія   | 1 – 3     | Угорщина  | Відбір до ЧЄ 2020                    | -    | 70'      |
| 11-10-2020 | Белград          | Сербія     | 0 – 1     | Угорщина  | Ліга націй УЄФА 2020-2021 - 1-й етап | -    | 76'      |
| 14-10-2020 | Москва           | Росія      | 0 – 0     | Угорщина  | Ліга націй УЄФА 2020-2021 - 1-й етап | -    |          |
| 12-11-2020 | Будапешт         | Угорщина   | 2 – 1     | Ісландія  | Відбір до ЧЄ 2020                    | 1    | 84'      |
| 15-11-2020 | Будапешт         | Угорщина   | 1 – 1     | Сербія    | Ліга націй УЄФА 2020-2021 - 1-й етап | -    | 57'      |
| 18-11-2020 | Будапешт         | Угорщина   | 2 – 0     | Туреччина | Ліга націй УЄФА 2020-2021 - 1-й етап | -    | 89'      |
| 25-3-2021  | Будапешт         | Угорщина   | 3 – 3     | Польща    | Відбір до ЧС 2022                    | -    | 66'      |
| 28-3-2021  | Серравалле       | Сан-Марино | 0 – 3     | Угорщина  | Відбір до ЧС 2022                    | -    |          |
| 31-3-2021  | Андорра-ла-Велья | Андорра    | 1 – 4     | Угорщина  | Відбір до ЧС 2022                    | 1    | 83'      |
| 4-6-2021   | Будапешт         | Угорщина   | 1 – 0     | Кіпр      | товариський матч                     | -    | 48'      |
| 8-6-2021   | Будапешт         | Угорщина   | 0 – 0     | Ісландія  | товариський матч                     | -    | 63'      |
| Усього     |                  | Матчів     | 11        |           | Голів                                | 2    |          |

## Титули і досягнення
- Чемпіон Угорщини (1):

«Відеотон»: 2017-2018
- Чемпіон Європи (U-19): 2010